# آذربو
آذربو یا آذربویه یا عرطنیثا گیاهی است خودرو از تیره اسفناج. این گیاه برگ‌های ریز به هم فشرده دارد. ریشه آن را گلیم شوی یا چوبک اشنان می‌نامند.
چوبک زبر و چوهٔ صباغان را در طبقه‌بندی به زبان لاتین (Acanthophyllum squarrosum)می‌نامند، عربی آن سطرونیون، یونانی آن آذربویه است. بخور مریم نوعی از آن است ریشه گیاهی است سیاه رنگ شبیه به شلغم و بر روی آن چیزی مانند گره رسته و گیاه آن خاردار به اندازه شبری و شاخ و برگش شبیه به برگ کرنب و میوه اش شبیه به غلاف نخود با دو یا سه عدد دانه زرد رنگی. گفته‌اند گل آن زرد است. طبیعت آن گرم و خشک در سوم است. این دارو با خواص عطسه‌آور و پاک‌کنندگی و بازکنندگی در موارد سقط جنین و سنگ‌های کلیه و مثانه بکار فته و مدر (بول و حیض) و حل‌کنندگی می‌باشد مواد مترشحه اضافی را جذب نموده و موادی که در مفاصل در شرف رسوب هستند دفع می‌نماید. دردهای حاصل از گزیدگی حشرات را مسکن است.
هشدار:مقدار مصرف آن به صورت شربت یک مثقال و بیش از آن کشنده است.
درختچه ای کوچک با رنگ پوست کبود صاف یا کمی کرک دار یا برگهایی کشیده نوک تیز و گلهایش در مجموعه ای در روی یک پایک بلند قرار دارد نام‌های دیگر آن: اسپرون، چوغان، فلار، غاسول، عرطنیثه، صابونیه، فول‌العرب و صابونی می‌باشد.